# Joan D. Vinge
Joan D. Vinge, született: Joan Carol Dennison (Baltimore, 1948. április 2. –) amerikai tudományos-fantasztikus írónő.

## Élete
A főiskolán művészeti stúdiumokat folytatott, később antropológiai tanulmányokra váltott. Diplomáját 1971-ben szerezte a San Diego-i Állami Egyetemen (San Diego State University).
Kétszer házasodott, első férje 1972 és 1979 közt Vernor Vinge sci-fi író volt. Második férje, akivel 1980-ban kötött házasságot James Frenkel sci-fi szerkesztő, akivel mindmáig együtt él. Frenkeltől két gyermeke született, ma az Észak-Karolinai Chapel Hillben élnek.
Többször tanított a Clarion Workshop-ban, keleten és nyugaton egyaránt. Az írás mellett babák készítésévek és árusításával is foglalkozik. Robert A. Heinlein 1982-ben megjelent Friday című regényét részben neki szentelte.
2002. március 2-án súlyosan megsérült egy autóbalesetben, amelynek következtében kisebb agykárosodást szenvedett. Már fennálló fibromyalgiája és a sérülés együttes hatása miatt egy ideig nem tudott írni. 2007 elején tudta csak folytatni az írást, a baleset utáni első új könyve a Cowboyok és űrlények című 2011-es film regényváltozata volt.
Első publikált sci-fi írása, a Tin Soldier című novella 1974-ben jelent meg az Orbit 14 című magazinban. Írásai később megjelentek az Analog, a Millennial Women, az Asimov’s Science Fiction magazinokban, valamint több, az év legjobb sci-fi novelláit bemutató antológiakötetben is. Több műve is jelentős díjakat kapott: The Snow Queen című regénye 1981-ben elnyerte a legjobb regénynek járó Hugo-díjat. Eyes of Amber című munkája 1977-ben a legjobb kisregénynek járó Hugo-díjat kapta meg. Több más Hugo- és Nebula-díjra, valamint a legjobb kezdő írónak járó John W. Campbell-díjra is jelölték. Psion című regényét az Amerikai Könyvtári Szövetség (American Library Association) a "legjobb, fiataloknak szóló könyvnek (Best Book for Young Adults) választotta. E munkájának új kiadása 2007 márciusában jelent meg, s tartalmazza a mű Psiren című folytatását is.
2002-es balesete idején egy új, a bronzkori Európában játszódó regényen dolgozott, ennek címe Ladysmith volt. Amikor 2007-ben újra elkezdett írni, e munkáját is folytatta.

## Magyarul megjelent művei

### Novellák
- A vándorkereskedő meg a segédje (novella, Vernor Vinge-vel közösen, Galaktika 46. szám, 1982)
- A riporter (novella, Galaktika 81., 1987)
- A Kristályhajó (novella, Galaktika 87., 1987)
- Borostyánszemek (novella, Robur 14., 1986)

### Kötetek
- A Jedi visszatér. Az azonos című film alapján készült képeskönyv; szöveg George Lucas nyomán, forgatókönyv Lawrence Kasdan, George Lucas, átdolg. Joan D. Vinge, ford. Tiborszky Péter; Lapkiadó Vállalat, Budapest, 1984 ISBN 9630232871
- Az űr Robinsonjai / Lost in space; ford. Felvégi Emese, Asztalos András; N&N, Budapest, 1998 (Möbius) ISBN 9638587547
- Cowboyok és űrlények; ford. Speier Dávid; Athenaeum, Budapest, 2011 ISBN 9789632931883
- 47 ronin; ford. Farkas Krisztina, Bus András; Libri, Budapest, 2013 ISBN 9789633103159

## Fordítás
- Ez a szócikk részben vagy egészben  a   Joan D. Vinge című angol Wikipédia-szócikk ezen változatának fordításán alapul.  Az eredeti cikk szerkesztőit annak laptörténete sorolja fel. Ez a jelzés csupán a megfogalmazás eredetét és a szerzői jogokat jelzi, nem szolgál a cikkben szereplő információk forrásmegjelöléseként.